# El Cerrito, Huixquilucan
El Cerrito är en ort i Mexiko, tillhörande kommunen Huixquilucan i delstaten Mexiko. El Cerrito ligger i den centrala delen av landet och tillhör Mexico Citys storstadsområde. Orten hade 1 701 invånare vid folkmätningen 2010.